# Frequência (estatística)
Em estatística, a frequência (ou frequência absoluta) de um evento {\displaystyle i} é o número {\displaystyle n_{i}} de vezes que o evento ocorreu em um experimento ou estudo.:12-19 Essas frequências são normalmente representadas graficamente em histogramas.

## Tipos de frequência

Exemplo: Variável de uma amostra estatística de um conjunto de tamanho 50 (N).

Em estatística pode-se distinguir 4 tipos de frequências:
- Frequências Absolutas (ni): a frequência absoluta de um evento {\displaystyle i} é o número {\displaystyle n_{i}} de vezes que o evento ocorreu em um experimento ou estudo.[1]  Em outras palavras, a frequência absoluta (ni) de uma variável estatística Xi, é a quantidade de vezes que esse valor aparece na amostra total. Um tamanho maior da amostra irá aumentar o tamanho da frequência absoluta, pois a soma de todas as frequências absolutas deve dar a amostra total (N).
- Frequência Relativa (fi): é a razão entre a frequência absoluta (ni) e o tamanho da amostra (N). Decidida como, {\displaystyle f_{i}={\frac {n_{i}}{N}}={\frac {n_{i}}{\sum _{i}n_{i}}}} sendo assim fi para todo o conjunto i. Apresenta-se em uma tabela ou nuvem de pontos em uma distribuição de frequência. Se multiplicarmos a frequência relativa por 100 obtemos o percentual de (pi), também chamado de frequência relativa percentual ou porcentagem[2].

- Frequência Absoluta Acumulada (Ni): é o numero de ni na amostra N.
- Frequência Relativa Acumulada (Fi): é o coeficiente entre a frequência absoluta acumulada (Ni) e o tamanho da amostra (N). [2]{\displaystyle F_{i}={\frac {N_{i}}{N}}}Se multiplicarmos a frequência relativa acumulada por 100, obtemos a frequência relativa acumulada percentual (Pi).[2]

## Exemplos
Suponha que uma pontuação de estudantes do ensino médio seja classificada da seguinte forma:
18, 13, 12, 14, 11, 08, 12, 15, 05, 20, 18, 14, 15, 11, 10, 10, 11, 13.
Depois:
- A frequência absoluta de 11 é 3, pois 11 aparece 3 vezes na amostra.
- A frequência relativa de 11 é 0.17, corresponde a divisão 3/18, já que 3 é a frequência absoluta e 18 é o número total de observações.